# Вікіпедія мовою акан
Вікіпедія мовою акан (акан Wikipedia) — розділ Вікіпедії мовою акан. Створена у 2004 році. Вікіпедія мовою акан станом на 23 березня 2025 року містить 0 статей, 13 694 зареєстрованих користувачів, 8 активних дописувачів, 1 адміністратора
. Загальна кількість сторінок у Вікіпедії мовою акан — 1712, редагувань — 29 891, мультимедійні файли відсутні
. Глибина (рівень розвитку мовного розділу) Вікіпедії мовою акан дуже мала і становить лише 0 пунктів
. 

## Історія
- Січень 2014 — створена 200-та стаття[3].

## Статистика
Відвідуваність головної сторінки Вікіпедії мовою акан за останні три місяці: